# Paul Lafargue
Paul Lafargue (Santiago de Cuba, 15 januari 1842 – Draveil, 26 november 1911) was een Franse socialistische journalist, literatuurcriticus, essayist, publicist en politicus.

## Levensloop
Lafargue werd geboren in Cuba. Toen hij negen jaar was emigreerde het gezin Lafargue in 1851 naar Frankrijk. In Bordeaux bezocht hij de middelbare school. Lafargue trouwde later met Laura Marx (1845-1911), een van de dochters van de Duitse econoom en filosoof Karl Marx. Van zijn schoonvader kreeg hij zijn politieke scholing. Aanvankelijk stond Lafargue echter onder invloed van de anarchistische Franse denker Pierre-Joseph Proudhon, die hij vóór Marx al had leren kennen toen hij geneeskunde studeerde in Parijs. Na de val van de Parijse Commune in 1871 verbleef het gezin tot aan de amnestie van 1882 als politieke vluchtelingen in Spanje en Engeland. Alle drie de kinderen van het paar overleden in deze periode.
In 1882 stichtte Lafargue samen met Jules Guesde de Parti Ouvrier ('Arbeiderspartij'), de eerste marxistische partij in Frankrijk. In 1911 pleegde het echtpaar na een bezoek aan een opera gezamenlijk zelfmoord. 15.000 mensen begeleidden de rouwstoet naar de begraafplaats Père Lachaise, waar Lenin namens de Russische sociaaldemocraten een grafrede hield.
Lafargue schreef artikelen voor kranten en tijdschriften en een boek getiteld 'De Religie van het Kapitaal'. In zijn meest beroemde tekst, het pamfletachtige werk Le droit à la paresse (vertaald als Het recht op luiheid) oorspronkelijk uit 1880 (blijkens de ondertitel een 'weerlegging' van het in de revolutie van 1848 opgeëiste recht op werk), hekelde hij de burgerlijke arbeidsmoraal en de toenmalige filosofische en ideologische opvattingen over arbeid alsook de gevolgen van overproductie. Een bewerkte tekst Le Droit à la paresse van het pamflettistische werk verscheen in 1883. De tekst was eerder, in 1880/1881, verschenen in het blad L'Égalité.